# Trapp-Mischung
Die Trapp-Mischung ist eine spezifische Mischung aus Tetrahydrofuran, Diethylether und Pentan, welche für chemische Reaktionen bei niedrigen Temperaturen Anwendung findet. Bei einem Mischungsverhältnis Tetrahydrofuran:Diethylether:Pentan = 4:4:1 liegt der Schmelzpunkt bei −110 °C, bei einem Mischungsverhältnis von 4:1:1 bei −120 °C.
Auch bis kurz vor dem Gefrieren behält dieses Lösungsmittelgemisch eine niedrige Viskosität. 
Bei der Verwendung hoch reaktiver Alkyllithium-Basen verhindert die Reaktionsführung bei sehr niedrigen Temperaturen deren Zersetzung aufgrund von Nebenreaktionen mit reinem Tetrahydrofuran oder anderen Ethern, welche häufig als Lösungsmittel in der metallorganischen Synthese verwendet werden.
Ein anschauliches Beispiel ist die Darstellung von Vinyllithium aus Vinylbromid und tert-Butyllithium via Lithium-Halogen-Austausch.